# Rond-point Henri-Petit
Le rond-point Henri-Petit, est un carrefour situé à Hyères (Var) sur l'axe Toulon-Saint-Tropez. 

## Situation et accès
Il est situé à l'extrémité est de l'autoroute A570 arrivant de Toulon.
Voies principales
Le rond-point Henri-Petit rencontre (sens horaire) :
- RN 98 (Voie Olbia) vers l'autoroute A570, Toulon et La Crau
- RD 554 (ex-RN 554) : avenue Alexis-Godillot (ancienne route de Toulon)
- Avenue Victoria vers le centre-ville
- RD 98 : avenue Léopold-Ritondale vers Saint-Tropez et La Londe-les-Maures
- Avenue Alexis-Godillot vers le quartier de Costebelle
- Avenue Paul-Bourget vers la gare

Transports en commun
Le rond-point est desservi par 3 lignes de bus du Réseau Mistral :
- 39 : Toulon — Gare Routière ↔ Hyères — Centre par Carqueiranne
- 67 : Hyères — Centre ↔ Hyères — Tour Fondue
- 102 : Toulon — Gare Routière ↔ Hyères — Aéroport de Toulon-Hyères

## Bâtiments remarquables et lieux de mémoire
- Clinique Sainte-Marguerite
- Maison de tourisme de la Provence-Alpes-Côte d'Azur